# Список потерь Ми-8 и его модификаций (1998 год)
Список потерянных Ми-8 всех модификаций (включая Ми-9, -14, -17, -18, -19, -171 и -172) составлен по данным из открытых источников и учитывает только авиационные происшествия или воздействие внешних сил, приведшие к утрате вертолёта или его списанию вследствие полученных повреждений.
Список не полный и не окончательный.

## Список аварий и катастроф
| № п/п | Дата     | Модификация / Бортовой номер | Место                                                  | Жертвы / На борту | Краткое описание |
| ----- | -------- | ---------------------------- | ------------------------------------------------------ | ----------------- | --- |
| 1     | 6 янв.   | Ми-8Т RA-22723               | Якутия, Бетенкёс                                       | 0/5               | Ошибка экипажа. При заходе на посадку в условиях плохой видимости вертолёт снизился до опасной высоты и, зацепив несущим винтом деревья, упал в лес в полукилометре от посадочной площадки. Машина получила значительные повреждения, экипаж и пассажир не пострадали.                                                                                             |
| 2     | 15 марта | Ми-8 н.д.                    | Атырауская область, Жылыойский район                   | 0/н.д.            | Во время полёта на высоте около 50 м произошло падение мощности двигателей и вертолёт совершил вынужденную посадку. Экипаж и пассажиры получили незначительные травмы и пошли пешком к месту последнего взлёта. В числе пассажиров были председатель высшего дисциплинарного комитета Казахстана О. А. Абдыкаримов и аким Атырауской области Р. Т. Чердабаев.      |
| 3     | 28 апр.  | Ми-8Т RA-24494               | ХМАО, 42 км западнее Нягани                            | 0/7               | Ошибка экипажа. При полёте в неблагоприятных метеоусловиях (ливневый дождь со снегом) произошло отключение двигателей из-за попадания в них воды. При выполнении аварийной посадки вертолёт совершил грубое приземление и получил значительные повреждения. Члены экипажа получили травмы различной степени тяжести, пассажиры не пострадали.                      |
| 4     | 1 июня   | Ми-8Т RA-22927               | 85 км от Новолазаревской                               | 5/9               | Ночью, после взлёта с посадочной площадки научно-исследовательского судна «Академик Фёдоров» из-за отказа автопилота вертолёт столкнулся с ледовой поверхностью материка и полностью разрушился. Погибли три члена экипажа и два пассажира, остальные пассажиры тяжело травмированы.                                                                               |
| 5     | 25 июня  | Ми-8 н.д.                    | близ Каракола                                          | 20/20             | Вертолёт ФПС России. Совершал облёт линии электропередач, на борту находились 4 члена экипажа и 16 работников ОАО «Востокэлектро». |
| 6     | 1 июля   | Ми-8Т RA-24646               | Бурятия, Самарта                                       | 3/17              | Сразу после взлёта вертолёт вошёл в неуправляемый разворот. После двух полных оборотов вертолёт упал на землю, перевернулся на правый борт и сгорел. |
| 7     | 30 июля  | Ми-8Т RA-24746               | Иркутская область, Катангский район, близ Непы         | 6/16              | Ошибка экипажа. При заходе на посадку во время зависания на высоте 15 м над местом посадки вертолёт потерял управление, столкнулся с землёй и загорелся. Погибли 6 пассажиров. |
| 8     | 8 авг.   | Ми-8Т RA-24547               | Якутия, Нюрба                                          | 0/3               | Ошибка экипажа. Во время облёта вертолёта после замены редуктора экипаж допустил множественные нарушения техники пилотирования, что привело к грубой посадке машины с высокой вертикальной скоростью. Вертолёт получил значительные повреждения, экипаж не пострадал.                                                                                              |
| 9     | 25 авг.  | Ми-8Т RA-06140               | ХМАО, близ Нягани                                      | 0/11              | Ошибка экипажа. При заходе на посадку в условиях плохой видимости вертолёт снизился до опасной высоты и упал в лес. Машина получила значительные повреждения, экипаж и пассажиры не пострадали. |
| 10    | 25 сент. | Ми-8Т RA-22388               | Якутия, близ села Оленёк                               | 0/9               | Ошибка экипажа. В полёте в условиях обледенения произошла остановка правого двигателя из-за попадания в него льда. При выполнении аварийной посадки машина получила значительные повреждения, экипаж и пассажиры не пострадали. Комиссия, расследовавшая лётное происшествие, установила факт порчи членами экипажа магнитофона записи внутрикабинных переговоров. |
| 11    | 11 дек.  | Ми-8Т RA-22761               | Магаданская область, 252 км северо-восточнее Омсукчана | 0/20              | При заходе на посадку вертолёт попал в условия, ухудшающие видимость наземных ориентиров, в результате чего экипаж допустил столкновение с землёй в 25 м от посадочной площадки. Вертолёт получил значительные повреждения, бортмеханик и 6 пассажиров, не пристегнутых привязными ремнями, получили травмы различной степени тяжести.                             |